# Río Nahualate
Río Nahualate är ett vattendrag i Guatemala. Det ligger i den sydvästra delen av landet, 130 km sydväst om huvudstaden Guatemala City.